# Psychotria warburgiana
Psychotria warburgiana är en måreväxtart som beskrevs av Aaron Paul Davis. Psychotria warburgiana ingår i släktet Psychotria och familjen måreväxter. Inga underarter finns listade i Catalogue of Life.